# Стшешево (Плоцький повіт)
Стшешево (пол. Strzeszewo) — село в Польщі, у гміні Старожреби Плоцького повіту Мазовецького воєводства.
Населення — 28 осіб (2011).
У 1975—1998 роках село належало до Плоцького воєводства.

## Демографія
Демографічна структура станом на 31 березня 2011 року:
|          | Загалом | Допрацездатний вік | Працездатний вік | Постпрацездатний вік |
| -------- | ------- | ------------------ | ---------------- | -------------------- |
| Чоловіки | 17      | 2                  | 13               | 2                    |
| Жінки    | 11      | 0                  | 9                | 2                    |
| Разом    | 28      | 2                  | 22               | 4                    |